# Karben
Karben este un oraș în districtul Wetteraukreis, landul Hessa, Germania. Karben se află 15 km nord de Frankfurt pe Main și 12 km sud de Friedberg. Prin orașul curge râul Nidda.

## Geografie

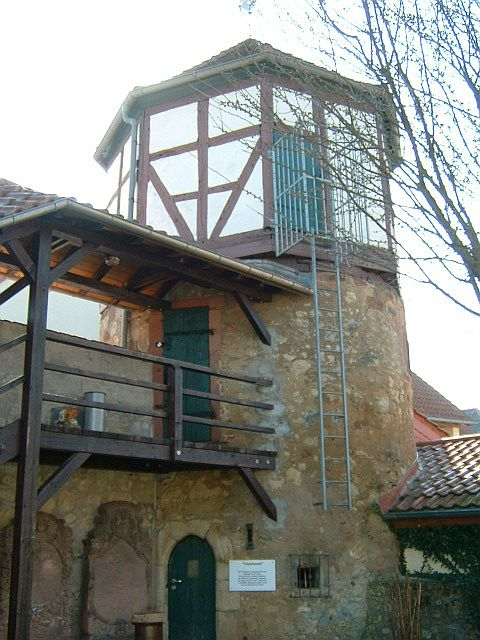
Lieselturm (Turnul Liesel) în Burg-Gräfenrode

### Comune vecinate
Karben este delimitat în nord de comunele Wöllstadt și Niddatal (amândoi în districtul Wetteraukreis), în est de orașul Nidderau (districtul Main-Kinzig-Kreis), în sud-est de comuna Schöneck, în sud de comuna Niederdorfelden (Main-Kinzig-Kreis), orașul Bad Vilbel și orașul Frankfurt pe Main, în vest de orașurile Bad Homburg vor der Höhe și Friedrichsdorf (amândoi în districtul Hochtaunuskreis) și în nord-vest de orașul Rosbach vor der Höhe (Wetteraukreis). 

### Subdiviziune
Orașul Karben este subîmpărțit în șapte cartiere: Burg-Gräfenrode, Groß-Karben, Klein-Karben, Kloppenheim, Okarben, Petterweil și Rendel.

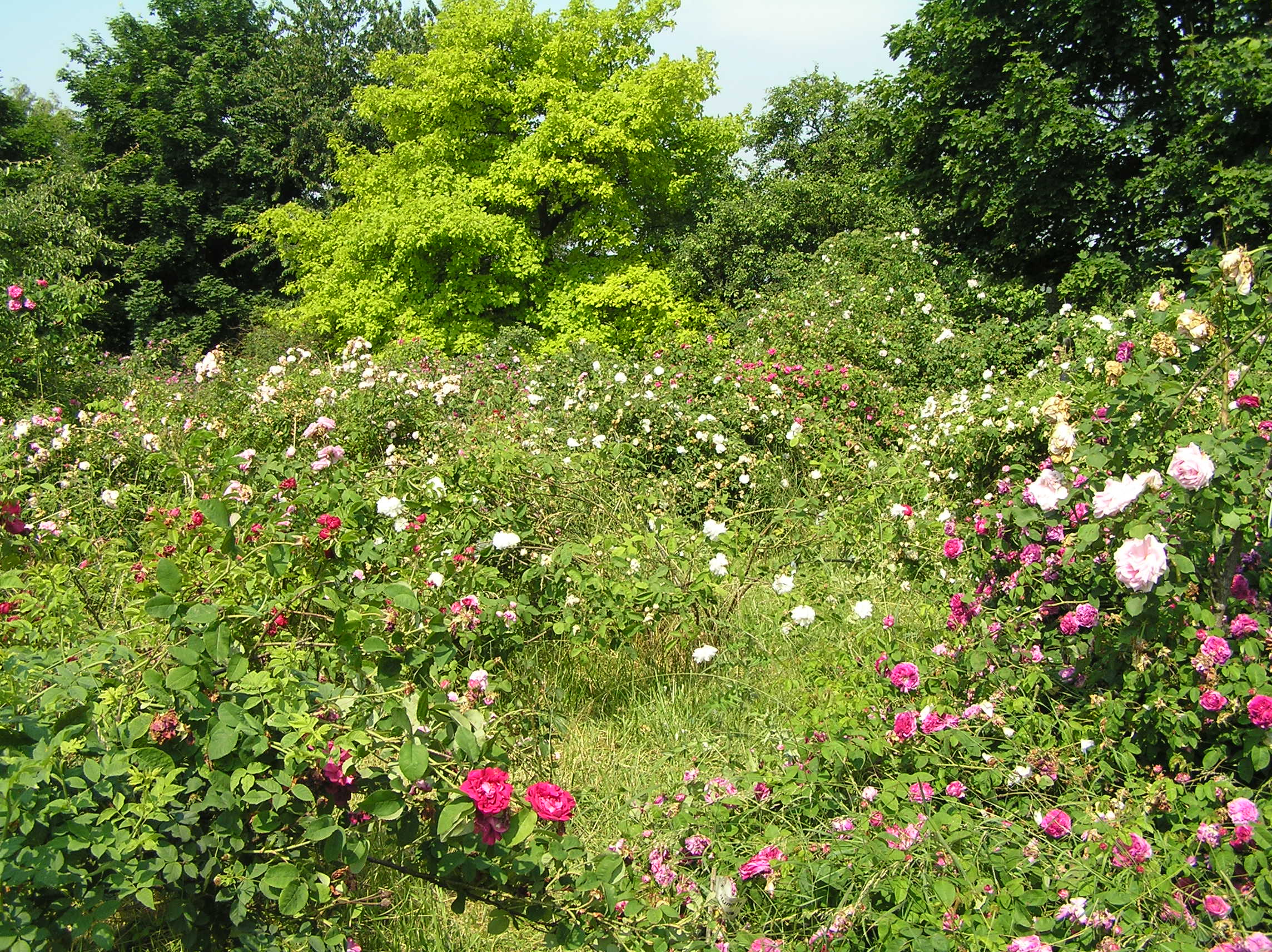
Rosenhang

## Istorie
- Cartierele de Karben au fost documentate pentru prima oară în: Burg-Gräfenrode (1405), Groß-Karben (1293), Klein-Karben (1192), Kloppenheim (792), Okarben (1229), Petterweil (801) și Rendel (774). Numele "Carben" a fost menționat deja în anul 827, dar nu se știe cu siguranță dacă era vorbă de Groß-Karben, Klein-Karben sau Okarben.[2]
- Okarben a fost construit pe poziția unui castru roman.
- Pe 1. iulie 1970 orașul "Karben" a fost format prin unirea comunele Groß-Karben, Klein-Karben, Kloppenheim, Okarben și Rendel. Comuna Burg-Gräfenrode a fost incorporat pe 31. decembrie 1971 și comuna Petterweil prin o reformă rurală în landul Hessa pe 1. august 1972.

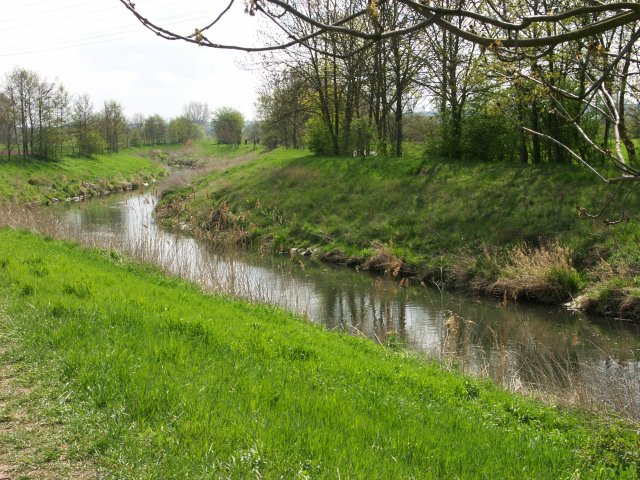
Râul Nidda lângă Klein-Karben

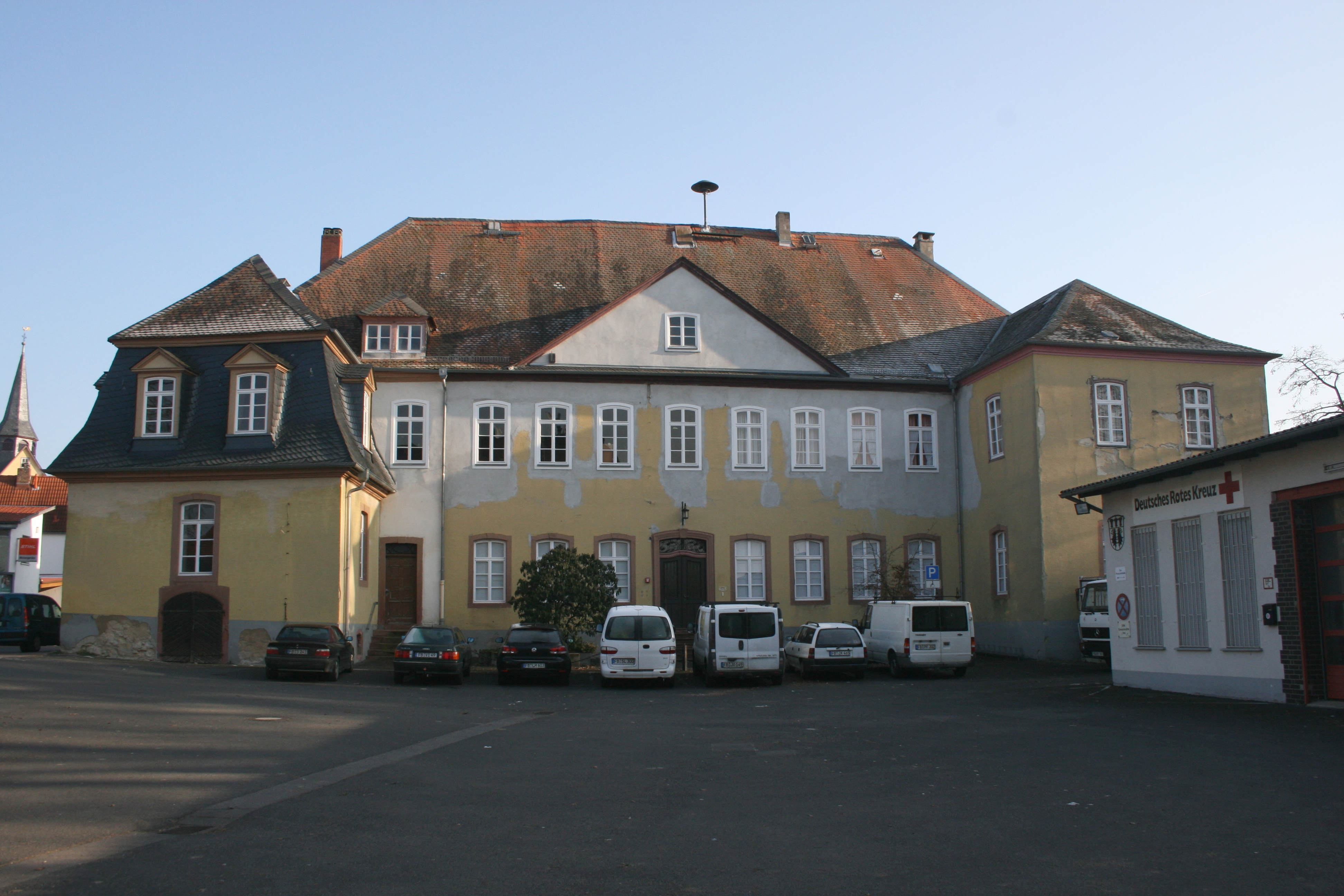
Degenfeld'sches Schloß (Castelul Degenfeld)

## Politică

### Alegeri comunale
Rezultatul alegerilor comunale de la 27. martie 2011:, 
| Partid                      | Partid                                      | % 2011 | Consilieri 2011 | % 2006 | Consilieri 2006 | % 2001 | Consilieri 2001 |
| CDU                         | Christlich Demokratische Union Deutschlands | 49,8   | 18              | 42,0   | 15              | 38,3   | 14              |
| SPD                         | Sozialdemokratische Partei Deutschlands     | 27,5   | 10              | 39,4   | 15              | 47,6   | 18              |
| GRÜNE                       | Bündnis 90/Die Grünen                       | 10,9   | 4               | 7,3    | 3               | 7,4    | 3               |
| FWG-Karben                  | Freie Wählergemeinschaft Karben             | 7,3    | 3               | 7,9    | 3               | 4,1    | 1               |
| Die Linke.                  | Die Linke                                   | 2,7    | 1               | —      | —               | —      | —               |
| FDP                         | Freie Demokratische Partei                  | 1,9    | 1               | 3,4    | 1               | 2,1    | 1               |
| NPD                         | Nationaldemokratische Partei Deutschlands   | —      | —               | —      | —               | 0,5    | 0               |
| Total                       | Total                                       | 100,0  | 37              | 100,0  | 37              | 100,0  | 37              |
| Participare la alegeri în % | Participare la alegeri în %                 | 56,1   | 56,1            | 52,8   | 52,8            | 59,2   | 59,2            |

### Primar
Rezultatul alegerilor de primar în Karben:
| An                          | Candidat                    | Partid | Rezultat în % |
| 27.09.2009                  | Guido Rahn                  | CDU    | 53,7          |
| 27.09.2009                  | Jochen Schmitt              | SPD    | 46,3          |
| Participare la alegeri în % | Participare la alegeri în % | 77,6   | 77,6          |
| 28.09.2003                  | Roland Schulz               | SPD    | 54,3          |
| 28.09.2003                  | Susanne Hofmeister          | CDU    | 45,7          |
| Participare la alegeri în % | Participare la alegeri în % | 56,4   | 56,4          |
| 12.10.1997                  | Detlev Engel                | SPD    | 61,0          |
| 12.10.1997                  | Stefan Zahradnik            | CDU    | 33,3          |
| 12.10.1997                  | Armin Wieth                 | FWG    | 5,7           |
| Participare la alegeri în % | Participare la alegeri în % | 63,1   | 63,1          |

## Localități înfrățite

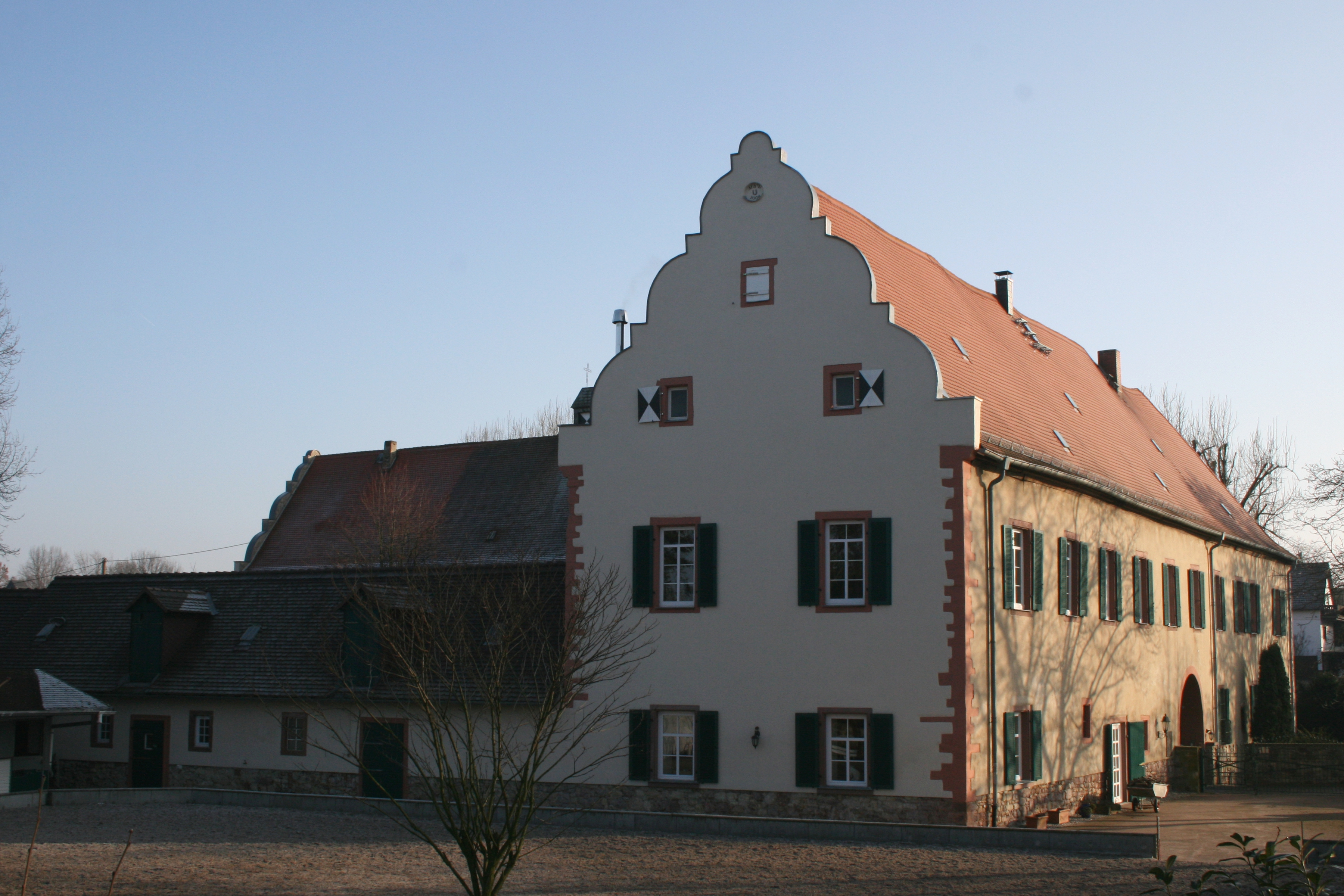
Deutschordensschloss în Kloppenheim

Orașul Karben este înfrățit cu:
- Krnov
- Luisenthal
- Ramonville-Saint-Agne
- Saint-Égrève

## Obiective turistice
- Castelul în Burg-Gräfenrode
- Leonhardisches Schloss (Castelul Leonhard) și Degenfeld’sches Schloss (Castelul Degenfeld)
- Monument geologic între Klein-Karben și Rendel
- Natur-Erlebnis-Garten (Grădina naturală de experiență)
- Parcul Siesmayer
- Rosenhang (Anâncitura cu trandafiri)

### Muzee
- Landwirtschafts- und Heimatmuseum (Muzeu de agricultură și istorie locală; adresa: Rathausplatz 1, 61184 Karben-Groß-Karben; deschis în fiecare primul duminică lunei între orele 14–17)[7]

## Infrastructură
Prin Karben trec drumul național B 3 (Buxtehude - Weil) și drumurile landului L 3205, L 3351 și L 33352. 

### Transporturi publice
Prin comuna Karben trece linia de cale ferată S 6 (Friedberg - Frankfurt-Süd). Pe suprafața comunei se oprește la stațiile:
- Okarben
- Groß Karben